# Richard Cœur de Lion (bande dessinée)
Pour les articles homonymes, voir Richard Cœur de Lion (homonymie).
Richard Cœur de Lion est une série de bande dessinée animalière de Brrémaud (scénario) et Federico Bertolucci (it) (dessin et couleur).
Inspirée par de la vie du roi d'Angleterre Richard Cœur de Lion, la série a été publiée par Soleil entre 2005 et 2007.

## Albums
- Richard Cœur de Lion, Soleil :

1. Saint-Jean-d’Acre, 2005  (ISBN 2-84946-073-7)[1],[2].
2. Saladin, 2007  (ISBN 978-2-84946-773-2).

- Richard Cœur de Lion (intégrale), Place du Sablon, 2019  (ISBN 978-2-88936-030-7).

### Lien web
- « Richard Cœur de Lion », sur bedetheque.com.